# Дараган Андрій Іванович
Андрій Іванович Дарага́н (англ. Andrij Darahan; 14 жовтня 1902, Валки — 24 травня 1987, Філадельфія) — український і американський скульптор; член Об'єднання митців-українців в Америці з 1952 року.

## Біографія
Народився 1 [14] жовтня 1902 року в місті Валках (нині Харківська область, Україна). Середню освіту здобув у Педагогічному технікумі імені Григорія Сковороди; протягом 1925—1927 років навчався на факультеті скульптури в Харківському художньому інституті у Леонори Блох, Бернарда Кратка, проте був виключений з нього через те, що приховав своє соціальне походження.
Жив і працював у Харкові. Під час німецько-радянської війни виїхав за кордон. Протягом 1945—1948 років перебував у Німеччині, з 1949 року жив у США в Філадельфії, де викладав в українській художній студії. Помер у Філадельфії 24 травня 1987 року.

## Творчість
Працював у галузі станкової і монументальної скульптури. Скульптури виконував у бронзі, мармурі і гіпсі. В радянський період створив:

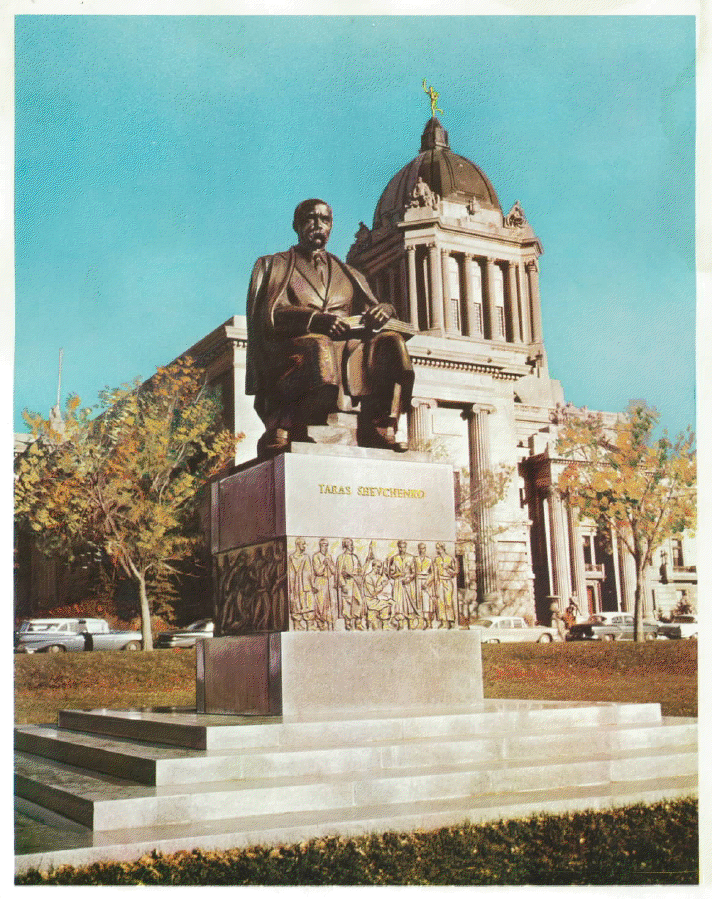
пам'ятник Тарасу Шевченку у Вінніпезі.

- монументально-скульптурний фриз «Оборона Луганська» для мастерського клубу в Луганську (1934—1935, у співавторстві з Костем Бульдиним та Яковом Ражбою);
- декоративні горельєфи для залу Робітничого театру в Дніпропетровську (1936—1937, у співавторстві з Костем Бульдиним та Яковом Ражбою);
- кілька скульптур для українського павільйону на Всесоюзній сільськогосподарській виставці у Москві (1939).

Разом із Костем Бульдіним розробляв проєкти пам'ятників Тарасу Шевченку у Харкові та Каневі.
За кордоном виконав:
- надгробну плиту Ф. Бальману (1944);
- низку скульптурних портретів «Батько» (1947);
- пам'ятник Тарасу Шевченку у Вінніпезі (1961).

Вирізав кілька іконостасів для українських храмів у США, зокрема у 1970-х роках у храмі-пам'ятнику святого Апостола Андрія у місті Саут-Баунд-Бруйі на замовлення митрополита УПЦ у США Мстислава Скрипника.
Велика кількість скульптурних робіт митця зберігається у приватних колекціях у Німеччині, Франції, США, Канаді.

## Вшанування
31 серпня 2023 року у місті Валках провулок Мічуріна перейменовано на провулок Андрія Дарагана.